# Preise, Jerusalem, den Herrn, BWV 119
Preise, Jerusalem, den Herrn, BWV 119 (Lloa, el Senyor, Jerusalem; estima, el teu Déu, Sió!), és una cantata de Johann Sebastian Bach per a la constitució del Consell Municipal de Leipzig, estrenada el 30 d'agost de 1723.

## Origen i context
D'autor anònim, inclou els versicles 12, 13 i 14 del salm 147 "Dona bo de cantar al nostre Déu", en el cor inicial i clou la cantata amb els quatre primers versos de la quarta estrofa del Te Deum en la versió alemanya feta per Luter l'any 1529. El text recorre a passatges de l'Antic Testament, en comparar Leipzig amb la ciutat santa de Jerusalem i a partir del text de la Sant Pau (Carta als Romans 13, 1-7) es recorda que tota autoritat prové de Déu. L'obra acaba enaltint Déu i demanant la seva ajuda.
El Consell municipal de Leipzig estava constituït per personalitats destacades de la ciutat – l'oligarquia dominant – el seu nomenament, era de fet, vitalici, ja que eren reelegits cada any, i només hi havia renovació en cas de defunció o per renúncia voluntària d'algun dels seus trenta membres. L'elecció es feia en l'església de Sant Nicolau, el primer dilluns després de Sant Bartomeu, que se celebrava el 24 d'agost. Per a la constitució del Consell municipal de Leipzig, Bach compongué vint-i-vuit cantates de les que només se'n conserven sis, aquesta que cronològicament és la primera i correspon a la cerimònia del seu primer any d'estada a ciutat, i les BWV 29, BWV 69, BWV 120, BWV 137, i BWV 193, algunes de les quals s'interpretaren en altres ocasions.

## Anàlisi
Obra escrita per a soprano, contralt, tenor, baix i cor; quatre trompetes, timbals, dues flautes dolces, tres oboès, dos oboe da caccia, corda i baix continu. Consta de nou números, el dispositiu orquestral amb les quatre trompetes i timbals, que només es torna a trobar en la cantata BWV 63, reforça el caràcter militar del text.
1. Cor: Preise, Jerusalem, den Herrn (Lloa, el Senyor, Jerusalem; estima, el teu Déu, Sió)
2. Recitatiu (tenor): “Gesegnet Land, glückselge Stadt” (Terra benaurada! Ciutat sortosa!)
3. Ària (tenor): Wohl dir, du Volk der Linden (Benaurat tu, poble dels til·lers)
4. Recitatiu (baix): So herrlich stehst du, liebe Stadt! (Essent així, que gloriosa et veus, ciutat preada!)
5. Ària (contralt): Die Obrigkeit ist Gottes Gabe (L'autoritat és un do de Déu)
6. Recitatiu (soprano): Nun! wir erkennen es und bringen dir (Ara, sí! ho reconeixem i t’oferim)
7. Cor: Der Herr hat Guts an uns getan (El senyor ens ha omplert de béns)
8. Recitatiu (contralt): Zuletzt! (En fi!)
9. Coral: Hilf deinem Volk, Herr Jesu Christ (Salva el nostre poble, Senyor Jesucrist)

El número inicial és una solemne i triomfal obertura francesa en tres parts. El número 2, un recitatiu secco de tenor comença i acaba amb la mateixa frase Gesegnet Land, glückselge Stad (Terra benaurada! Ciutat sortosa!), amb girs quasi idèntics però en ordre invers, i introdueix l'ària, també de tenor, acompanyat pels oboès da caccia i el continu; l'exclamació del text Wohl dir, du Volk der Linden (Benaurat tu, poble dels til·lers), al·ludeix a Leipzig, ja que el seu nom, d'origen eslau, deriva de Lipa (til·ler). En el recitatiu del número 4, el baix va acompanyat de les dues flautes i els dos oboès da caccia, però el número comença i acaba amb una fanfara de les trompetes i els timbals que destaquen la magnificència de la ciutat: So herrlich stehst du, liebe Stadt! (Essent així, que gloriosa et veus, ciutat preada!). A l'ària de contralt, número 5, acompanyat per les dues flautes a l'uníson hi destaquen dues vocalitzacions sobre Gottes Gabe (do de Déu) i Gottes Ebenbild (seva genuïna imatge). Un recitatiu de soprano dona pas al gran cor del número 7, un motet, amb el text disposat en dos grans blocs, on s'arriba al clímax en l'exaltació de la ciutat i els seus regidors; a la part fugada es fa ús del tema Nun danket alle Gott (Donem tots gràcies a Deu), però a la part final es produeix un recolliment, un gest d'humilitat, que pot entendre's com un avís a l'autoritat cívica del Consell. Després d'un recitatiu a càrrec del contralt, apareix el coral final, amb el text de Luter indicat i melodia, adaptació de la gregoriana del Te Deum, publicada en el cançoner religiós de Joeph Klug (1535), que clou la cantata en una veritable acció de gràcies i implorant la justícia divina. Té una durada d'una mica més de vint-i-cinc minuts.

## Discografia seleccionada
- J.S. Bach: Das Kantatenwerk. Sacred Cantatas Vol. 7. Nikolaus Harnoncourt, Tölzer Knabenchor (Gerard Schmidt-Gaden, director), Concentus Musicus Wien, Markus Huber (solista del cor), Paul Esswood, Kurt Equiluz, Robert Holl. (Teldec), 1994.
- J.S. Bach: Complete Cantatas Vol. 10. Ton Koopman, Amsterdam Baroque Orchestra & Choir, Caroline Stam, Michael Chance, Paul Agnew, Klaus Mertens. (Challenge Classics), 2006.
- J.S. Bach: Cantatas Vol. 16. Masaaki Suzuki, Bach Collegium Japan, Yukari Nonoshita, Kirsten Sollek-Avella, Jochen Kupfer, Peter Kooij. (BIS), 2001.
- J.S. Bach: Church Cantatas Vol. 38. Helmuth Rilling, Gächinger Kantorei, Bach-Collegium Stuttgart. (Hänssler), 1999.
- J.S. Bach: Cantatas BWV 29, 119 & 120. Philippe Herreweghe, Collegium Vocale Gent, Deborah York, Ingeborg Danz, Mark Padmore, Peter Kooij. (Harmonia Mundi).